# Deuterophlebia blepharis
Deuterophlebia blepharis är en tvåvingeart som beskrevs av Gregory W.Courtney 1994. Deuterophlebia blepharis ingår i släktet Deuterophlebia och familjen Deuterophlebiidae.
Artens utbredningsområde är Sikkim. Inga underarter finns listade i Catalogue of Life.